# 紫纹芋参
紫纹芋参（学名：Molpadia roretzi）为芋参科芋参属的动物。分布于日本、菲律宾，包括黄海、东海、南海等海域，多生活于水深44-200米的泥底。该物种的模式产地在日本或中国。